# Балк, Даниил Георг
Даниил Георг Балк (1764 — начало 1826) — медик, ординарный профессор, декан медицинского факультета и ректор Императорского Дерптского университета.

## Биография
Родился 23 июня 1764 года в Кёнигсберге; отец — Георг Даниил Балк, янтарных дел мастер; мать — София Доротея, урождённая Порш (Porsch).
Получив начальное домашнее образование, в 1775 году поступил в Фридрих-коллегиум. Затем обучался в течение семи лет (1780—1787) на медицинском факультете Кёнигсбергского университета и в Берлине. В 1787 году получил в Кёнигсбергском университете степень доктора медицины и уехал в Курляндскую губернию, где сначала занимался частной практикой в Гольдингене и Сувенишках , а в 1796 году поступил на службу уездным врачом в Якобштат; 25 августа 1798 года был назначен членом экзаменационной комиссии для врачей, фельдшеров и аптекарей, а 28 июня 1799 года получил место курортного врача в Балдоне и до 1802 года работал в Селпилсе.
В 1800—1801 гг. по всей Курляндской губернии свирепствовала эпидемия скота. Успешно и своевременно принятыми мерами Балк быстро искоренил в своём уезде эту болезнь, чем обратил на себя внимание.
В 1802 году был приглашён на должность ординарного профессора патологии, семиотики и терапии в только что открывшемся Дерптском университете, а 9 мая 1803 года был избран его ректором и занимал эту должность с 1 августа 1803 по 1 августа 1804 года, когда его сменил доктор философии и профессор истории Адам Гаспари. В связи с подготовкой общероссийского устава Балку пришлось заниматься редактированием Устава университета. Во время посещения университета Александром I получил драгоценный подарок от императора — бриллиантовое кольцо. В 1804 году был командирован на ревизию школ Курляндской губернии. Четыре раза он избирался на должность декана медицинского факультета (1804/1805, 1808/1809, 1811/1812 и 1815/1816 учебные года).
В 1807 году (с февраля по август) Балк принял на себя, по Высочайшему повелению, лечение, оставленных войсками, 1000 человек больных; это поручение он выполнил с величайшей заботливостью и преданностью делу, за что был пожалован подарком из Кабинета императора — ценным кольцом с бриллиантами. В 1812—1813 гг. Балк с успехом заведовал двумя большими отделениями военного лазарета, за что был удостоен очередного отличия — драгоценного бриллиантового кольца. На этот период времени приходился перерыв в университетских занятиях Балка со студентами, т. к. «в первом полугодии 1813 года клиника была закрыта вследствие того, что все те студенты медики, которые могли посещать клинику были вытребованы в Ригу в большие военные госпитали, чтобы пополнить там громадный недостаток во врачебном персонале в такое тяжёлое время».
5 июня 1817 года профессор Балк выслужил пенсию и, покинув службу, переселился во внутренние губернии России. После отставки проживал «то при Адрианопольских минеральных водах, то в Твери — частным врачом».
Составители первого русского энциклопедического издания — так называемого «Лексикона Плюшара», — внесли в него и биографию профессора, назвав «знаменитым». По выражению автора энциклопедии 1835 года, «обширные познания, отличный дар слова и весьма проницательный диагностический взгляд» профессора Балка «соделали б его… незабвенным в признательных сердцах многочисленных учеников», если бы не его, связанная с возрастом, болезнь.
Кроме диссертации (1787), доктор Балк написал несколько научных работ с обзорами частной врачебной практики, эти работы издавались в Берлине, Либаве и Митаве; известен также его «Медико-политический трактат для законодателей и судей высших судов: Чем была Курляндия и чем она может оказаться под скипетром Екатерины II?» («Was war einst Kurland und was kann es jetzt unter Katharina’s Zepter werden? Eine medicinisch politische Abhandlung für Gesetzgeber und Richter in höheren Tribunälen». Mitau 1795), а также его речь, произнесённая в 1802 году на торжественном открытии Дерптского университета — «Что есть в действительности слава?» («Was ist wahrer Ruhm?»).
Скончался он в Туле, в начале 1826 года.

## Семья
Жена — Анна Катарина Резеке (Räseke), из его же города; в браке родилась дочь — Анна Фредерика Амалия Луиза и сын Александр Фридрих август (1802—1834), учившийся на медицинском факультете Дерптского университета.